# آرامگاه حاج میر صالح
مقبره حاج میر صالح مربوط به سدهٔ ۱۰ تا ۱۳ ه‍.ق است و در اردبیل، خیابان سی متری، کوچه حاج میر صالح، مقبره حاج میر صالح واقع شده و این اثر در تاریخ ۲۲ آبان ۱۳۸۶ با شمارهٔ ثبت ۲۰۱۴۴ به‌عنوان یکی از آثار ملی ایران به ثبت رسیده است.